# Пріон тонкодзьобий
Пріон тонкодзьобий (Pachyptila belcheri) — морський птах родини буревісникових (Procellariidae).

## Поширення
Поширений в південній півкулі. Розмножується на островах Крозе та островах Кергелен, Фолклендських островах та острові Нуар (Чилі). Поза сезоном розмноження трапляється на більшій частині Південного океану, включаючи узбережжя Південної Африки, Австралії та Південної Америки, аж до Уругваю та південного Перу.

## Опис
Як і в інших представників роду, його верхня частина тіла синювато-сіра, а нижня — біла, з темною плямою у формі «М», яка тягнеться від спини до кінчика крил. У нього біла брова і темна смужка, що йде від нижньої частини ока майже до шиї. Хвіст сірий з темними краями. Дзьоб блакитно-сірий, а ноги світло-блакитні.